# Tetsuya Nomura
Tetsuya Nomura (野村哲也, Nomura Tetsuya) est un développeur de jeux vidéo japonais travaillant pour la société Square puis Square Enix. Il est surtout connu pour être le principal créateur des personnages de plusieurs épisodes principaux de la série de jeux vidéo de rôle Final Fantasy ainsi que le créateur et réalisateur de la série d'Action-RPG Kingdom Hearts.

## Carrière
Tetsuya Nomura fait ses études dans une école artistique de publicité. En 1992, il est embauché chez Square où il participe à l'aspect graphique des combats de Final Fantasy V. Puis, il prend rapidement de l'importance dans la société, étant nommé directeur graphique de Final Fantasy VI en 1994.
Après sa forte implication dans le graphisme de Final Fantasy VI, Square Co. lui propose le poste de character designer et directeur visuel des combats de Final Fantasy VII, à la suite du départ de Yoshitaka Amano. Après de nombreux concepts d'histoires de la part de Yoshinori Kitase (réalisateur), c'est celui de Tetsuya Nomura qui est retenu. Cloud, Ex-Soldat, devra échapper à des policiers dans la ville de Midgar, un concept plus moderne qui intéresse Yoshinori Kitase qui développera l'idée avec lui en y ajoutant notamment le concept de rivière de la vie, les bases d'un univers que l'équipe développera ensemble. Final Fantasy VII, le premier épisode de la saga Final Fantasy à sortir en Europe, connaît un énorme succès mondial grâce à ses graphismes, ses musiques, son scénario et ses personnages, notamment l'antagoniste Sephiroth, un des personnages les plus cultes de la série dont il est le créateur. Bien que peu connu en tant qu'individu en Occident à cette époque, son art influence de nombreux travaux par cette occasion. 
Tetsuya Nomura travaille ensuite sur de nouveaux projets tels que Brave Fencer Musashi et Parasite Eve en 1998. Après le succès rencontré par Final Fantasy VII, Square lui propose à nouveau le poste de character designer pour Final Fantasy VIII. Pour cet opus, il cumule à son poste de character designer celui de battle visual director comme pour le septième opus, c'est-à-dire qu'il est chargé de l'aspect graphique des combats. C'est également à lui que l'on doit la scène d'introduction.
Nomura a ensuite travaillé sur d'autres jeux comme Ehrgeiz, le jeu de combat proposant des personnages de Final Fantasy VII (Cloud Strife, Sephiroth et Tifa Lockhart), Parasite Eve II et The Bouncer, le premier jeu de Square sur PlayStation 2. Il n'a pas pris part à la création de Final Fantasy IX, revenue à Yoshitaka Amano. Toutefois, il revient sur Final Fantasy X.
Il se plonge ensuite dans un nouveau projet mêlant Square et Disney : Kingdom Hearts. Il redessine pour l'occasion quelques-uns de ses anciens personnages (Selphie, Cloud, etc.) et en invente de nouveaux. Après Kingdom Hearts, Tetsuya Nomura travaille sur Final Fantasy X-2, la suite de Final Fantasy X. Il travaille ensuite sur Kingdom Hearts 2. Il prépare un projet, trois Kingdom Hearts différents sur PSP, Nintendo DS et téléphone mobile, parallèlement à la réalisation de Final Fantasy XIII et Final Fantasy Versus XIII (qu'il annonce comme étant ses derniers Final Fantasy).
En 2005, il a travaillé comme character designer sur le jeu Playstation 2 Musashi: Samurai Legend. Il a également réalisé un film en images de synthèse (avec l'équipe ayant réalisé Kingdom Hearts), Final Fantasy VII: Advent Children, se déroulant après les évènements de Final Fantasy VII. Ce film a reçu le prix du meilleur film d'animation lors des American Anime Awards, le 24 février 2007 à New York.
Aujourd'hui, Tetsuya Nomura est un artiste reconnu pour sa contribution à de nombreux épisodes de la série Final Fantasy, notamment le septième épisode, et pour la conception de nombreux personnages des jeux vidéo développés par Square Enix tels que Final Fantasy VII et la Compilation of Final Fantasy VII, le plus gros projet Final Fantasy dont il était le créateur avec Yoshinori Kitase. Ce même projet l'a d'ailleurs mené à réaliser Final Fantasy VII Remake. Cependant, il est surtout reconnu pour être le créateur et réalisateur de la série Kingdom Hearts.

## Travaux
- 1991 : Final Fantasy IV, Debugger
- 1992 : Final Fantasy V, graphisme des combats[1]
- 1994 : Final Fantasy VI, directeur du graphisme[2]
- 1994 : Live A Live, traduction tosa (tosa-ben)[3]
- 1995 : Chrono Trigger, graphisme des terrains[4]
- 1995 : Front Mission, création graphique[5]
- 1996 : DynamiTracer, concept
- 1997 : Final Fantasy VII, création des personnages, directeur visuel des combats, histoire originale (avec Hironobu Sakuguchi)[6]
- 1998 : Parasite Eve, création des personnages[7]
- 1998 : Ehrgeiz: God Bless the Ring, superviseur des personnages[8]
- 1998 : Brave Fencer Musashi, illustrateur des personnages[9]
- 1999 : Parasite Eve II, illustrateur des personnages[10]
- 1999 : Final Fantasy VIII, création des personnages, directeur du visuel des combats[11]
- 1999 : Silent Chaos, création de personnages pour la suite de Dark Earth (Kalisto Entertainment)
- 2000 : The Bouncer, création des personnages[12]
- 2001 : Final Fantasy X, création des personnages[13]
- 2002 : Kingdom Hearts, réalisateur, création des personnages principaux, concept, scénario original[14]
- 2003 : Final Fantasy X-2, création des personnages principaux[15]
- 2004 : Before Crisis: Final Fantasy VII, création des personnages, concept
- 2004 : Kingdom Hearts: Chain of Memories, réalisateur, création des personnages, concept, scénario original[16]
- 2004 : Final Fantasy VII Advent Children (film d'animation 3D), réalisateur
- 2005 : Musashi: Samurai Legend, création des personnages principaux[17]
- 2005 : Last Order: Final Fantasy VII (anime), réalisateur
- 2006 : Kingdom Hearts 2, réalisateur, création des personnages, concept, scénario original[18]
- 2006 : Dirge of Cerberus: Final Fantasy VII, création des personnages[19]
- 2006 : Dirge of Cerberus Lost Episode: Final Fantasy VII, création des personnages
- 2007 : Crisis Core: Final Fantasy VII, producteur créatif, création des personnages[20]
- 2007 : The World Ends with You, producteur créatif, création des personnages
- 2008 : Kingdom Hearts: Coded, réalisateur, création des personnages, concept, scénario original
- 2008 : Dissidia: Final Fantasy, création des personnages
- 2009 : Kingdom Hearts: 358/2 Days, réalisateur, création des personnages, concept, scénario original
- 2009 : Final Fantasy XIII, création des personnages principaux
- 2010 : Kingdom Hearts: Birth by Sleep, réalisateur, création des personnages, concept, scénario original
- 2011 : The 3rd Birthday, producteur créatif, création des personnages, concept
- 2012 : Final Fantasy XIII-2, création des personnages principaux (visages)
- 2012 : Kingdom Hearts 3D : Dream Drop Distance, réalisateur, création des personnages, concept, scénario original
- 2011 : Final Fantasy Type-0 ( 27 octobre 2011), création des personnages
- 2012 : Fatal Frame HD collector , réalisateur, création des personnages, concept, scénariste
- 2013 : Kingdom Hearts 1.5 HD ReMix, réalisateur, création des personnages, concept, scénario original
- 2013 : Lightning Returns: Final Fantasy XIII, création des personnages principaux
- 2014 : Kingdom Hearts 2.5 HD ReMix, réalisateur, création des personnages, concept, scénario original
- 2016 : World of Final Fantasy (28 octobre 2016), conception des personnages et direction créative
- 2017 : Kingdom Hearts 2.8 HD ReMix (27 janvier 2017), réalisateur, création des personnages, concept, scénario original
- 2017 : Xenoblade Chronicles 2 (1er décembre 2017), conception des antagonistes[19]
- 2019 : Kingdom Hearts III, réalisateur, création des personnages, concept, scénariste
- 2020 : Final Fantasy VII Remake, (10 avril 2020), Réalisateur,  concept design, concepteur des personnages, histoire originale (avec Hironobu Sakuguchi)
- 2021 : Final Fantasy VII Remake Intergrade, (10 juin 2021), réalisateur, concept design, concepteur des personnages, histoire originale (avec Hironobu Sakuguchi)
- 2021 : Final Fantasy VII: The First Soldier, directeur créatif, concept design, concepteur des personnages
- 2021 : NEO: The World Ends With You, producteur créatif, concepteur des personnages
- 2022 : Stranger of Paradise Final Fantasy Origin, producteur créatif, concept design, création des personnages
- 2023 : Theatrhythm Final Bar Line, directeur créatif
- 2023 : Final Fantasy VII: Ever Crisis, directeur créatif, concept design, concepteur des personnages, histoire originale (avec Hironobu Sakuguchi)
- 2024 : Final Fantasy VII Rebirth, directeur créatif, concept design, concepteur des personnages, histoire originale (avec Hironobu Sakuguchi)
- TBA : Kingdom Hearts 4, directeur créatif, concept design, histoire originale, concepteur des personnages